# 174 هـ
174 هـ هي سنة في التقويم الهجري امتدت مقابلةً في التقويم الميلادي بين سنتي 790 و791.

## أحداث
- إنشاء عين زبيدة بناءً على أوامر أمة العزيز زوجة هارون الرشيد

## مواليد
- الربيع بن سليمان
- الربيع بن سليمان المرادي
- عبد الملك بن حبيب السلمي

## وفيات
- أبو خيثمة
- أبو عبد الله المدني.